# Tajmuraz Sałkazanow
Tajmuraz Mairbiekowicz Sałkazanow (ros. Таймураз Маирбекович Салказанов; ur. 6 kwietnia 1996) – rosyjski, a od 2018 roku słowacki zapaśnik, osetyjskiego pochodzenia, startujący w stylu wolnym. Olimpijczyk z Paryża 2024, gdzie zajął dziesiąte miejsce w kategorii do 74 kg. Wicemistrz świata 2021 i 2022; trzeci w 2019 roku.
Mistrz Europy w 2021, 2022, 2023 i 2024; trzeci w 2025. Trzeci w Pucharze Świata w 2022, a także trzeci w zawodach indywidualnych w 2020. Mistrz świata U-23 w 2018 roku.